# Ромон (Берн)
Ромон (нем. Romont BE) — коммуна в Швейцарии, в кантоне Берн. 
Входит в состав округа Куртелари. Население составляет 195 человек (на 31 декабря 2006 года). Официальный код — 0442.